# Joachim Lempio
Joachim Lempio (* 23. September 1956 in Bad Langensalza, DDR) ist ein ehemaliger deutscher Eishockeyspieler, der mit dem SC Dynamo Berlin neunmal Meister der Deutschen Demokratischen Republik wurde und 220-mal in der DDR-Nationalmannschaft eingesetzt wurde. 1990 wechselte Lempio zum EC in Hannover, mit dem er 1994/95 in der Deutschen Eishockey Liga spielte. Er ist Mitglied der deutschen Hockey Hall of Fame.

## Karriere
Lempio spielte 1975/76 erstmals für Dynamo Berlin in der DDR-Oberliga. In der aus zwei Mannschaften bestehenden „kleinsten Liga der Welt“ gewann Lempio mit den Berlinern bis 1990 neun Mal die Meisterschaft, sechs Mal unterlag man Dynamo Weißwasser. Der größte Erfolg im Europapokal war der Einzug ins Halbfinale 1977/78.
In der Saison 1976/77 hatte Lempio seinen ersten Einsatz in der DDR-Nationalmannschaft. Ab 1978 stand er im Weltmeisterschaftskader und nahm bis 1990 an drei A-Weltmeisterschaften und sieben B-Weltmeisterschaften teil. 1984 gewann er mit der Mannschaft die Thayer Tutt Trophy. Insgesamt absolvierte er 220 Länderspiele.
Nach der Wende in der DDR wechselte Lempio nach West-Deutschland zum EC in Hannover in die zweite Bundesliga. 1994/95 nahm der EC in Hannover an der neu gegründeten DEL teil. Nach dem Rückzug aus der DEL beendete Lempio seine Karriere.
Nach dem Konkurs des EC in Hannover spielte Lempio mit anderen ehemaligen ECH-Spielern in der Saison 1998/99 beim Nachfolgeverein Kleefelder Eissport Verein in der Regionalliga Nord. Seine Trikotnummer 3 wird beim Nachfolgeverein Hannover Indians nicht mehr vergeben, sein Trikot hängt unter dem Hallendach des Eisstadions am Pferdeturm.